# ماتيا ساندريني
ماتيا ساندريني (بالإيطالية: Mattia Sandrini)‏ هو لاعب كرة قدم إيطالي في مركز الوسط، ولد في 26 أكتوبر 1993 في بلدة أرزينيانو في إيطاليا. لعب مع نادي بارما.